# Кадахеј (Калифорнија)
Кадахеј (енгл. Cudahy) град је у америчкој савезној држави Калифорнија. По попису становништва из 2010. у њему је живело 23.805 становника.

## Демографија
Према попису становништва из 2010. у граду је живело 23.805 становника, што је 403 (1,7%) становника мање него 2000. године.
| Група             | 2000.          | 2010.          |
| Белци             | 872 (3,6%)     | 505 (2,1%)     |
| Афроамериканци    | 300 (1,2%)     | 333 (1,4%)     |
| Азијати           | 178 (0,7%)     | 137 (0,6%)     |
| Хиспаноамериканци | 22.790 (94,1%) | 22.850 (96,0%) |
| Укупно            | 24.208         | 23.805         |